# 髄芽腫
髄芽腫（ずいがしゅ、英: medulloblastoma）は、神経系に発生する悪性腫瘍である。脳腫瘍の一つ。

## 定義（概念）
神経細胞とグリア細胞（神経膠細胞）に分化する前の未熟な細胞に由来する悪性腫瘍である。一般的に神経膠腫の一種ではなく別個の疾患として取り扱われることが多い。
髄芽腫と類似の腫瘍として、原始神経外胚葉性腫瘍(PNET; primitive neuroectodermal tumor)がある。小脳と大脳を分けている膜を小脳テントと呼び、PNETはテントより上の部分に発生することが多く、このようなものをテント上PNETと呼び、松果体や大脳などに発生することが多い（まれに中脳などに発生することもある）。一方、髄芽腫はテント下に位置する小脳に発生し、特に小脳の中央に存在する小脳虫部に多く見られる。
PNETと小脳に発生する髄芽腫は、病理学的には極めて類似しており、一時は発生部位が異るだけで同一の腫瘍と考えられたこともあるが、異常を起している遺伝子が異り、またPNETは髄芽腫より予後が悪いなどの相違点も明らかとなり、現在では異なる腫瘍と考えられている。しかし、治療法などには大きな相違がない。

## 病態
90%以上が小脳虫部に発生するほか、小脳半球にも発生することがある。腫瘍細胞は細胞質に乏しく、細胞密度が高くなる。ロゼット状に形成され、壊死巣が見られることがある。実験動物[パポバウイルスを接種することで人為的に髄芽腫を発生させられるので、ウイルスが発生に何らかの形で関与しているのではないかと考えられている。
大半が散発性のものであるが、(1)ゴーリン症候群（母斑性基底細胞癌症候群）、(2)青色ゴム乳首様母斑症候群、(3)ターコット症候群（例えば、 グリオーマポリポーシス症候群）、および(4)ルビンスタイン-テイビ症候群が見られる場合には遺伝性の条件が関連している。 
髄液を介して中枢神経系に播種（種を撒いたように広がる）転移する傾向があり、全身、特に骨に転移することがある。
髄芽腫の細胞起源については明らかとはなっていない。1つの仮説は腫瘍が小脳の外顆粒層細胞に由来しているとするものであり、もう一つの仮説は、髄芽腫の源は後部の髄帆であるとする。
髄芽腫で見られる最も一般的な遺伝子の異常は17qiである。これは17番染色体の長腕上の同腕染色体であり、髄芽腫の3分の1から3分の2で見られる。この部位の異常は白血病を含む他の腫瘍でも良く見られるものである。
同腕染色体17qiに伴うのは、有名な癌抑制遺伝子P53遺伝子が位置している17番染色体の短腕(17p13.1)からの遺伝学的物質の欠落である。しかし、P53部分の欠落か損傷が髄芽腫ではまれであることが研究によって示されている。現在、17番染色体の短腕からの遺伝学的物質が、P53の機能に変調を来たしているのか、それともそれ自身にがん抑制遺伝子があるのかという点が研究されている。

## 疫学
小児に好発し、10歳以下の子どもに多く、15歳未満が約84%である。3、4歳が発症のピークである。20歳代でも稀に発生することがある。男女比は1.7：1と男性に多い。原発性脳腫瘍の1.2%、脳腫瘍全体では0.9%を占める。
小児悪性脳腫瘍の中で最も多く、小脳腫瘍の40%を占める。全国統計で小児の髄芽腫は年間40例-50例と言われているが、登録漏れの症例が多く、この倍の発生があるものと推測される。

## 症状
第四脳室を閉塞するため、水頭症による頭蓋内圧亢進症が見られる。具体的には特に朝の頭痛や嘔吐である。鬱血乳頭、不機嫌と無気力などの症状も見られる。乳幼児は頭痛を訴えることが不可能なため、発見が遅れる可能性がある。頭蓋の縫合線が開いている幼児では、頭囲の増加の所見が見られる。
水頭症により外転神経（第VI脳神経）が引っ張られると眼振、外転神経麻痺、複視などの局所症状も現れる。滑車神経（第IV脳神経）の麻痺によって、患者は首を傾げるしぐさをするようになる。
腫瘍が増大すると小脳にも障害をきたし、歩行障害などの小脳失調が見られるようになる。測定障害（運動を目的の場所で止めることができない障害）は、指鼻試験、すなわち、患者が自分の鼻を指で滞りなく触ることができるか試す試験などで診断される。

## 検査

### CT
単純CTでは腫瘍が均質にやや高吸収域として小脳部位に造影される。造影剤を用いた造影CTでは腫瘍実質が均一に増強される。

### 核磁気共鳴画像法(MRI)

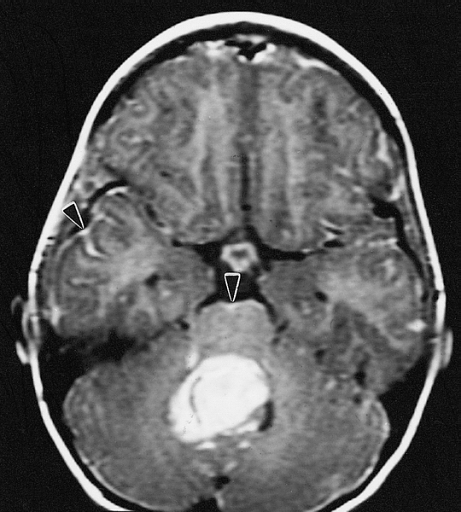
髄芽種のMRI像。矢印のところに播種と思われる部位を認める

T1強調画像では腫瘍は低信号域となり、ガドリニウムにより著明に増強される。もっとも転移病巣の中には増強されないものある。これは、しばしばT2強調画像でただクモ膜下腔の歪んだ領域として、あるいはFLAIR画像や拡散強調画像で、異常なシグナルの領域として確認されるだけである。
髄芽腫は高頻度で脊髄にも播種し、かつ播種ある場合には治療内容が異なる（治療強度を高める必要がある）ため、MRIは必ず脊髄に対しても行われなければならない。
手術後にMRIを行う場合、術後炎症性変化と残存腫瘍とを区別するために手術の72時間以内に行われるべきである。

### 髄液細胞診
MRIが最も感受性の高い検査方法であるが（脊髄MRI検査で陽性となった患者の50%は無症候性であり、髄液細胞診では陰性である）、髄腔内転移が認められなくても、髄液細胞診で陽性となることもあるので、これが行われることがある。ただし、水頭症になっている場合は、髄液を採取するための腰椎穿刺は脳ヘルニアを発生させる危険性があるので、慎重に判断される。
手術後の腰椎穿刺は、手術の結果拡散した臨床的には無意味な腫瘍細胞との混同を避けるため、一般に術後2週間まで延期すべきである。

### 骨シンチグラフィー
髄芽腫は骨にも転移することがあるので、骨シンチグラフィーによる検査も重要である。

## 診断
臨床症状から脳腫瘍を疑い、CTやMRIの結果を元に診断する。手術により摘出した腫瘍組織から、病理検査を行い、確定診断となる。症例の半分以下は、ホーマーライトロゼット（神経芽細胞のロゼット、偽ロゼットとも呼ばれる）があるが、神経の分化を示すシナプトフィジンに対して、これらのロゼットの中心は陽性に染色する。腫瘍細胞は切り株形、人参形を呈し、クロマチンの豊富な類円形核と極めて狭い細胞質を有し、多数の核分裂像がみられる。
髄芽腫の2つの著名なサブタイプとして、繊維形成性髄芽腫と大細胞髄芽腫（退形成性髄芽腫）がある。
繊維形成性髄芽腫は、レチクリンのない領域、そしてそれを取り巻いているレチクリン線維成分を含んでいる高度に細胞質で濃染の領域がある二相性腫瘍として現れる。レチクリンがない島において、シナプトフィジンとグリア線維性酸性タンパク質(GFAP)で染色されることで、星状細胞と神経の分化があることがわかる。繊維形成性変異体と、癌抑制遺伝子PTCHの非活性化突然変異は関連がある。繊維形成性変異体は、小児では症例のたった15%であるのに対して、成人の症例では50%で発生しており、より一般的である。
大細胞髄芽腫は珍しいものであり、突起した核小体と豊富な細胞質を示す大きい核のある腫瘍細胞の特徴がある。細胞代謝回転の増加は、高い分裂指数、増加したアポトーシス（遺伝子にプログラムされた能動的な細胞死）と大きい壊死の領域によって示される。大細胞髄芽腫はMYC遺伝子の増幅と関連している。
一般に繊維形成性髄芽腫は予後がよく、大細胞髄芽腫は予後が悪いとされる。
鑑別診断としては、上衣腫、星細胞腫、異形奇形腫様・類横紋筋腫瘍（AT/RT）などとの区別が問題になる。その病理診断によって、治療法や予後がかなり異なる可能性があるので、診断は非常に重要である。

## 治療
顕微鏡手術での腫瘍摘出が基本であるが、髄芽腫は周囲へと播種する特徴があるため、放射線療法や化学療法との併用が基本となる。3歳以上では放射線を全脳および全脊髄に照射し、それに化学療法を併用するが、3歳未満では脳への障害を考慮して化学療法を優先する。

### 手術
腫瘍が発見され次第、通常は最初に手術が行われる。手術の目的は病理組織検査のための腫瘍組織を得ることと同時に可能なかぎり腫瘍をすべて摘出することである。また、術前に水頭症が見られる場合には、その解消も目的とする。全摘出は比較的容易だと言われるが、生命中枢である脳幹部や大事な血管や神経に浸潤している場合には、正常な機能を損なう可能性があるので、部分摘出または生検のみにとどめられることもある。 
腫瘍が髄液の脳室から脊髄腔へ流れ出す通路を塞いだ場合、脳室内に髄液がたまって脳室内の圧力が高まり、水頭症といわれる状態になることがある。腫瘍摘出術によって、これが解消しない場合、脳室内にチューブを留置して体外または腹腔へ髄液を流すシャント留置術が行われることがある。しかし、脳室腹腔シャント（V-Pシャント）は腹腔に腫瘍細胞を撒き散らして転移の原因になると言われており、可能な限り避けるべきであるとされている。最近は、水頭症解消のため、第三脳室開窓術が行われるようになってきている。
手術の合併症として一般的であるのは、眼震を併発した一時的な運動失調症の悪化である。また、小脳性の無言症が発生することがある。その解剖学的起源は深い小脳の核であると考えられている。無関心、ほとんどもしくは全くない会話、情動不安定、および体を動かすことの拒否などの症状から成り立っている。無言症には片側不全麻痺が伴うことがある。下位脳神経は無傷でも、嚥下障害が併発することもある。これらは、手術の数時間後に明らかになって、数週間続くが、通常は完全に治る。ただし、無言症の発生は知能に影響を及ぼすという意見もある。他の合併症には一時的なパリノー症候群と気脳症がある。また、あらゆる後頭蓋窩手術の一般的な合併症である無菌性髄膜炎も生じうる。これは副腎皮質ホルモンの短期投与で軽減することができる。
このような合併症を減らす目的で、手術の前に化学療法を行って腫瘍を小さくしてから、腫瘍を摘出する術前化学療法(neoadjuvant chemotherapy)がフランスにおいて試みられたが合併症が減少しないばかりか、生存率を大きく下げるという惨憺たる結果に終わっており（Grill J et al. Preoperative chemotherapy in children with high-risk medulloblastomas: a feasibillity study. J Neurosurg (Pediatrics 4) 103: 312-318, 2005, PMID 16270682）
強い批判を受けている。
- http://manboumama.com/forum/viewtopic.php?t=58

### 放射線

#### 標準的線量
放射線治療については、1回1.8Gy（グレイ (単位)）、週5回のスケジュールで、全脳全脊髄に36Gy、局所である後頭蓋窩に18Gy（腫瘍線量54Gy）の照射を行うことが標準であった。これで標準リスク群で約50パーセントの5年全生存率が得られた（ただし高リスク群は全員死亡）。しかし、後遺障害が看過できないため、全脳全脊髄の照射線量については減量する試みが行われてきている。現在では、化学療法を併用することによって、標準リスク群では全脳全脊髄の照射線量は23.4Gyが標準と考えられている。しかし、高リスク群では、依然、36Gyが標準と考えられている。

#### 照射による晩期障害

##### 知能に与える影響
大脳に広範囲に照射されると精神発達遅滞、学習障害などが生じ、照射された年齢が低いほどこのような後遺症はより強く出る。脳脊髄への放射線照射25Gy-45Gyを行った5年以上生存した症例において、IQは全例で90以下であり、特に神経細胞が完成する3歳以前に診断された症例ではそれ以後に診断された症例よりも平均IQが低いという結果が得られている。例えば、全脳に30Gy照射した場合、照射時に3歳未満であれば小学校の高学年で特殊学級、3-6歳では中学校で学業成績に問題が生じ、7-12歳ではほぼ半数が大学進学ができないといわれている。 
また、3歳以上であっても7歳未満では23.4Gyの減量照射でも照射後徐々にIQが低下する。海外の報告では、この線量でも、患児のIQは1年あたり4.3低下していき、7歳以下で低下率は著しく，3年経過観察した症例の平均FSIQは75.7でありさらに低下の傾向をたどっている（Ris MD, Packer R, Goldwein J, et al: Intellectual outcome after reduced-dose radiation therapy plus adjuvant chemotherapy for medulloblastoma: a Children's Cancer Group study. J Clin Oncol 19: 3470-3476, 2001）。 
http://jco.ascopubs.org/cgi/content/abstract/19/15/3470
しかし、1.5歳-5歳の子供に対し全脳照射を18Gyまで減量したアメリカの予備試験では、ほとんど知能の低下は見られなかったという結果が報告されており（後記論文）、23.4Gyと18Gyでは、知能に与える影響は格段に違うのではないかと言われている。

##### その他の晩期障害
知能の低下のみならず、全脳照射により、下垂体に多量の放射線があたると、成長ホルモン等の内分泌不全の障害が生じたり、下垂体の近くには脳の主要な血管が集中しているため、平均で放射線療法後3年で、脳血管障害が生じて脳梗塞になることがある。照射野に髄膜腫や神経膠芽腫などの二次がんが発生することもある。放射線単独で白質脳症も発生する。蝸牛への照射は難聴の原因となる。 
また、脊髄に照射すると脊柱の椎骨も同時に照射され、その結果骨が伸びにくくなり座高が低くなったり、女児では脊髄の最下部に照射する際に卵巣が照射野に含まれることがあり、その場合は不妊となる。多量に照射すると放射線脊髄炎を招くことになる。

#### 照射方法
難聴の原因となるため、後頭蓋窩局所への照射には工夫が必要である。特に旧来の対向二門照射は内耳への照射量が多く、問題が大きい。斜めからの四門照射や原体照射が試みられるべきである。
全脳照射と全脊髄照射は、それぞれ別の機会に行うと、つなぎ目の部分に照射線量の不足が生じたり、もしくは重なってしまって耐用線量をオーバーする可能性があるため、同日に行うべきとされている。
全脊髄照射の際、卵巣線量4Gyで若い女性の30%に永久不妊が発生する。卵巣線量は1.5Gy未満にすることが望まれ、そのための照射方法には工夫が必要である（Harden SV, et al:A method for reducing ovarian doses in whole neuro-axis irradiation for medullob lastoma:Radiother Oncol 69:183-186, 2003）。
- http://www.jastro.jp/journalclub/abstract.php?no=27

### 化学療法
脳には血液脳関門というバリアーがあり、従来、抗がん剤はこのバリアーを通過しにくいと考えられていた。実際にシスプラチンのような分子量の大きい抗がん剤も有効であることが近年になって判明したのであるが（腫瘍が存在する部位では血液脳関門が破綻していると考えられている）、このような事情から、小児脳腫瘍についての化学療法の取り組みは、化学療法によって治療成績を劇的に改善してきた他の小児がんと比べて大きく遅れていると言われている。
髄芽腫でも、術後は、放射線治療のみでは治療成績が不十分であり、かつ、上述のように放射線治療による数々の後遺障害が大きな問題になっていることから、最近では、線量を減少するとともに、放射線に比べれれば晩期障害はずっと軽いと思われる種々の化学療法を併用する治療法が行われてきている。特に3歳未満の乳幼児は、化学療法を第一選択とし、放射線照射は3歳を越してから行ったり、あるいは全く行わない治療法が検討されている。
現時点での標準リスク群への標準的化学療法はシスプラチン、ビンクリスチン、シクロフォスファミドの3剤併用である。高リスク群も同様の薬剤が適切であると思われる。 
放射線照射と化学療法を行うと骨髄抑制による貧血、白血球減少による感染抵抗力の低下、血小板減少による出血傾向などの副作用に注意が必要である。そのほか、使用する化学療法剤によって種々の副作用がある。 
放射線と比較すると、化学療法の副作用は概ね一時的なものであるが、晩期障害の原因となることもあるので注意が必要である。例えばシスプラチンは多量に用いると難聴の原因となったり、エトポシドも投与方法を誤まると二次性の白血病を誘発する（エトポシド投与による二次性白血病は投与量には関係せず、投与スケジュールに依存する。例えば毎週1回の連続投与などでは20%程度で発症する）。
また、放射線と多量のメソトレキセート投与を併用すると、不可逆的な白質脳症が発生することがあり、照射線量とメソトレキセート投与量の限界を見極めることが必要である。小児白血病の治療では、中枢神経の再発予防照射をメソトレキセートで代替してきた歴史があり、小児科には豊富な経験がある。
したがって、これらの化学療法は、小児の化学療法に深い知識と経験のある小児科との連携により行われる必要がある。特に最近は、多剤併用療法が主流であり、各抗がん剤の効果を最大にし、副作用を最小にするという工夫が必要であり、そのアプローチは複雑なため、抗がん剤を熟知している医師でないと新しい治療法の開発が不可能であることはもとより、既存の治療でも安全に行うことは難しい。 
いずれにせよ、晩期障害については、化学療法や手術、腫瘍そのものの存在による若干の寄与もあるが、その最大の原因は放射線によりもたらされると言われており、いかに治療効果を落とさないで、線量を減少させるかが世界的な課題となっている。

#### 大量化学療法
1. 上記のような取り組みの一つとして、大量化学療法が有望視されており、海外では数々の臨床試験が行われて実績を上げつつある。大量化学療法は、通常の限界量の何倍もの抗がん剤を大量投与することによって、腫瘍細胞の根絶を図るものであり、主として難治性かつ化学療法感受性のある腫瘍に適応がある治療法である。このような激しい治療法が認められるのは、近年になって新しい制吐剤や抗生剤、G-CSF、そして末梢血造血幹細胞救援（PBSCT : peripheral blood stem cell transplantaion。「造血幹細胞移植」の項参照）のような数々の支持療法が生み出され、比較的安全に行えるようになってきたこと、そしてそれが治癒を目的とするものであるからに他ならない。
2. 末梢血造血幹細胞救援は、このような通常使用量の限界を超えた大量の抗がん剤を投与すると、造血機能を担う骨髄が破壊されてしまい、造血機能が回復しなくなるという重大な恐れがあるため、これを末梢血造血幹細胞の注入によって救済しようとするものである。すなわち、大量化学療法に入る前に採取しておいた造血幹細胞を、事前に冷凍して保存しておき、抗がん剤大量投与後、それを解凍して点滴によって血液内に戻すことによって、造血幹細胞を生着させ、失われた骨髄の造血機能を回復するという治療法である。そして、事前の末梢血造血幹細胞の採取（ハーベスト）は、通常量の弱い化学療法を行った後、G-CSF（顆粒球コロニー刺激因子。グラン、ノイトロジン、ノイアップなど。化学療法後の免疫低下＝骨髄抑制を速やかに回復し、減少した白血球を増加させる薬剤として、1991年頃に開発された）を投与した際、末梢血に造血幹細胞が現れるという現象が知られるようになって生み出されたものである。この末梢血に現れた造血幹細胞を含む血液を遠心分離機に掛けることによって造血幹細胞のみを取り出してパック化し、冷凍保存をするのである。
3. 末梢血幹細胞のハーベストは、投与すべきG-CSFの量、G-CSFの投与後、ハーベストするタイミング（白血球数の立ち上がり時期の微妙なタイミングを見極めることが必要である）、遠心分離機の操作、ハーベスト時に体内から血液を取り出し、遠心分離機に掛けた後、体内に戻すという数時間の作業が必要であり、その間遠心分離機につながれたまま身体を動かすことができないため、小児には苦痛を与えるものであることなど、数々の技術的なポイントがある。
4. また、抗がん剤の大量投与についても、小児に対する限界量を熟知していることが必要であるし、もちろん、患児の個別の状態を見極めることができることが必要である。骨髄機能がゼロに近くなり、免疫機能が働かなくなった時期の感染症対策（無菌の環境を整えるとともに、感染が疑われた時は適切な抗生剤を時期をはずさずに投与し、その効果がないときは次々に抗生剤を変更する）など、一歩間違えれば生命に危険が生じるため、深い知識と経験が必要とされるものである。
5. また、当然のことであるが、抗がん剤なら何でもよいというわけではなく、原則、骨髄抑制以外の特筆すべき副作用がない抗がん剤を用いることが必要である。末梢血幹細胞救援によって救えるのは骨髄抑制の副作用のみであって、腎毒性、聴器毒性、心毒性などは救援できないからである。また、大量に用いることによって、抗腫瘍効果が高くなる抗がん剤でないと大量投与してもあまり意味がない。このような抗がん剤の代表がアルキル化剤である。さらに、通常の化学療法で用いられてきたものでは、腫瘍に耐性が生じているため、効き目が薄くなることから、今までに用いられていないものを使用することが必要であるし、脳には血液脳関門というバリアーがあるので、抗がん剤が浸透しにくいため、分子量の小さい、中枢神経移行性のよいものであることが望まれる。
6. このような治療法は、数十年にわたって行われてきた小児白血病などの骨髄移植治療、近年になって広く行われるようになった神経芽腫や横紋筋肉腫などの小児固形腫瘍における大量化学療法などについて深い知識と経験を有する小児血液腫瘍内科医でなければ行えるものではなく、経験のない脳外科では、たとえ側面からの小児科のアドバイスがあったとしても、決して単独で治療を実施することはできない。

## 予後

### リスク分類
現在、リスク分類としては、(1)3歳以上、(2)手術後の残存腫瘍が1.5cm2以内、(3)転移（播種）がない、以上の3つの条件をすべて満たすものを標準リスク群とし、それ以外を高リスク群とするのが一般的である。ただし、術後残存腫瘍の存在については、化学療法で消失する例も多く見られるようになったため、独立のリスク分類因子にすることの意義が問われるようになってきている。なお、転移の程度についてはChangの病期分類システムによる転移のステージ(Mステージ)が用いられる。Mステージ分類では、M0 =くも膜下または血行性転移無し; M1=髄液中に微視的な腫瘍細胞存在；M2 =小脳、大脳のくも膜下腔、または第3または第4脳室への肉眼的播種；M3 =脊髄くも膜下腔への肉眼的播種；M4 = 神経管外転移、と分類される。なお、女性よりも男性の方が予後が悪いと言われている。

### 化学療法の取り組みによる予後の改善
1994年、抗がん剤のシスプラチン、ビンクリスチン、CCNU（ロムスチン）を用いて転移のない患者で5年無進行生存率90%（後の大規模な追試で79%に低下）、転移のある患者で67%という結果が米国から報告された。
しかも転移のない患者では全脳、脊髄への放射線量は従来の36Gyから23.4Gyに減量されており、髄芽腫に対する新たな治療の方向性が示された（Packer RJ, Sutton LN, Elterman R, et al.: Outcome for children with medulloblastoma treated with radiation and cisplatin, CCNU, vincristine chemotherapy. J Neurosurg, 81: 690-698, 1994）。
- http://www.ncbi.nlm.nih.gov/entrez/query.fcgi?cmd=Retrieve&db=PubMed&list_uids=7931615&dopt=Abstract

### 現在の成績
アメリカでは、現在、標準リスク群の5年無進行生存率は約80%、高リスク群のうち、3歳未満については約30%、それ以外の高リスク群は約50%の成績と言われている。 
しかし日本では、アメリカやヨーロッパの成績と比較すると治療研究体制が遅れており、成績は劣っていると言われている。日本脳腫瘍統計の報告では、髄芽腫全体で、2年生存率が67%、5年生存率が42%となっている。しかもこれは全生存率であって、無進行生存率ではないことから、この報告をベースとする限り、実際に治癒するのは30パーセント台なのではないかと推測される。 
日本では、上記抗がん剤のうち、CCNUが未承認であることから、米国のプロトコールをそのまま使うことができず、現在、脳外科医が中心となって、日本独自のICE療法（標準リスク、高リスクともに全脳全脊髄24Gy+局所計54Gyの放射線照射、シスプラチン20mg/m2、イホスファミド900mg/m2、エトポシド60mg/m2の5日間投与、これを1クールとして6クール行うプロトコール）が広く行われている。しかしICE療法については1995年から厚生労働省研究班によって胚細胞種と髄芽腫に対して研究がなされているが、胚細胞種については良好な結果が得られたものの、髄芽腫に対してはきちんとした臨床試験は行われておらず、その成績は12年経過した現在も公表されていない。
イホスファミドについては、同種のアルキル化剤であるシクロホスファミドに比べて、髄芽腫に有効であるという世界的なデータがなく、他方で、シクロホスファミドには見られない神経症状や腎毒性などの副作用が見られる。特に腎毒性については、シスプラチンとの併用により過度の副作用を招きやすい。世界的にも、髄芽腫の治療にはイホスファミドはほとんど用いられていないのが現状である。また、ICE療法については、骨髄抑制が激しく、回復を待つ期間がかかるため、治療期間が長期間になりがちで、その間に再発を招いたり、もしくは予定通りの治療を行うことができないなどの報告がなされている。

### 標準治療の確立
アメリカでは、1996年から上記化学療法のうち、毒性が強いCCNUをシクロフォスファミドに置き換える試みを開始し、予備試験では置き換え可能という結論が出ていたが、2006年秋、大規模な第三相の臨床試験の結果報告がなされ、少なくとも標準リスク群ではCCNUとシクロフォスファミドは置き換え可能であるという結論が確定した（どちらも5年無イベント生存率81%。後記論文 ）。
高リスク群も同様に置き換え可能であると推測される。 
日本でも利用可能な化学療法によって極めて優秀な成績を高度のエビデンスをもって達成できたことにより、今後、この治療方法（シスプラチン、ビンクリスチン、シクロフォスファミドの3剤併用療法）を標準治療として採用することにより、日本の成績も大幅に改善されることが期待される。なお、アメリカだけでなく、ヨーロッパでも、現在、シスプラチンないしカルボプラチン、ビンクリスチン、シクロフォスファミドを中心とした化学療法によって優秀な成績を達成している報告が多いように思われる（エトポシドやメソトレキセートをさらに加える報告も多い）。

### さらなる取り組み
しかし、上記23.4Gyの全脳全脊髄照射でも、低年齢児では後遺症が強く出るため、満足すべき標準治療とはいえないため、さらに照射線量を減量する試みが行われている。米国では、転移のない患者で全脳・脊髄への線量を18Gyに減量した予備試験が行われ、10人のうち7人が6年以上無進行で生存しており、しかもIQの低下はほとんど見られなかったという期待のもてる結果が出されている（後記論文）。
これを受けて、現在米国では23.4Gyを18Gyに減量できるかどうかを検証する臨床試験が進行中である。 また、高リスク群ではいまだ標準治療と呼べるものはないが、最近では、海外で、
- 3歳未満の乳幼児に全く放射線を使わないで、脳室内へ直接メソトレキセートを注入する方法や（後記論文）
- 播種がある6歳未満の子供に原則放射線を使わず、高用量メソトレキセートによる導入療法およびそれに続くカルボプラチン、チオテパ、エトポシドによる地固め療法としての大量化学療法を行うもの（後記論文）
- リスクに応じて放射線量を調整するとともに大量化学療法を試みる治療法（後記論文）

で優れた治療成績が得られている。

## フォローアップ
小児髄芽腫の治療においては、認知障害のほかにも、内分泌不全、二次がん、難聴など、主として全脳全脊髄照射を原因とする晩期障害を招くため、治療終了後も長年にわたるフォローアップが必要である。

### 低身長
成長ホルモン分泌不全性低身長症は、全脳全脊髄照射の後遺症として神経内分泌機能障害のうち、最もよく見られるものである。1.5歳から5歳の幼児に照射線量を18Gyまで減量した研究でも、7人の長期生存者の5人が有意な成長速度の減衰を経験している（後記論文）。これに対して、成長ホルモン補充療法(GHRT)が使われるが、成長ホルモンが腫瘍再発を誘発する可能性についての論争が存在する。髄芽腫の治療を受けた545人の患者の回顧的な再調査で、3分の1が成長障害のためにGHRTを受けたが、腫瘍再発リスクの増加は見られておらず(Packer RJ, Boyett JM, Janss AJ, et al: Growth hormone replacement therapy in children with medulloblastoma: Use and effect on tumor control. J Clin Oncol 19:480-487, 2001)、
- http://jco.ascopubs.org/cgi/content/full/19/2/480

現在のところ、一応成長ホルモンは再発を招かないとされているが、できるならば治療終了後2年間はGHRTを始めるのを待機することが望ましい。

### 甲状腺機能低下症
全脳全脊髄照射により起こり得るもう一つの内分泌不全が甲状腺機能低下症である。甲状腺機能低下症はそれぞれ甲状腺あるいは視床下部の被曝によって生じる。したがって、甲状腺機能の定期診断が行われるべきであり、必要が生じれば補充治療が始められるべきである。
なお、上記の1.5歳から5歳の幼児に照射線量を18Gyまで減量した研究では、全例、甲状腺ホルモンの補充療法は不要であったと報告されており、この線量ではあまり問題が生じないものと思われる。

### その他内分泌不全
そのほか、思春期早発症、副腎皮質の機能障害などの内分泌不全が起こり得る。

### 二次がん
二次がんは、髄芽腫に対する治療の比較的最近の成功と、その遅発性のために、小児脳腫瘍の治療の重要な晩期障害として表面化し始めている。大半の二次性悪性腫瘍が、中枢神経の照射野で発生し、髄膜腫と神経膠芽腫が最も多い。また、アルキル化剤やエトポシドの使用が増えるにつれ、二次性急性骨髄性白血病(AML)が報告されるようになってきている。
髄芽腫生存者の1つの大きい疫学研究で、二次性悪性腫瘍が一般集団より5.4倍高い率で発生し、だ液腺、子宮頚管、中枢神経系、甲状腺のがんと、急性リンパ性白血病が含まれていた。これらの腫瘍のおよそ半分が照射野の中で位置していた。

### 聴力への影響
聴力の損失は髄芽腫治療によるよく見られる晩期障害である。蝸牛への照射、およびシスプラチンが聴力に影響を与える。

### 外貌・心理的影響
他の副作用は本質的に心理的なものであって、そして生存者に特殊な挑戦を強いるものである。生存者は、聴力損失、低身長、薄い髪、学習困難、肥満、運動失調、会話のもたつき、歩行のふらつきなどの外面上の特徴がしばしば見られる。

### 小結
照射線量の減量等、晩期障害を少なくする試みが行われているが、それとともに、長期間にわたるフォローアップ体制を築いていく必要がある。

## 再発

### 経過観察
小児の再発の75%が治療終了後2年以内に発生する。髄芽腫にはコリン法（collin law)というルールの適用があり、診断時年齢＋9か月の間再発しなければ、治癒したものとみなされる。しかし、10年を経過してからでも再発した例が少数であるが報告されている。再発部位は後頭蓋窩にもっとも多く、脳脊髄以外への転移も少なくない。 V-Pシャントを介して全身性に転移を認めることもある。したがって、治療後の経過観察としては、3-6か月ごとにMRI検査を行い、再発の発見につとめる必要性がある。なお、脊髄への再発も多いため、このMRI検査は脊髄に対しても行われるべきである。ただし、造影MRIは、初診時に脊髄転移がなかった場合には、1年に一度程度でよいという意見もある。

### 再発時の治療
髄芽腫が再発した場合、治癒をもたらすのはほぼ無理であると思われてきたが、大量化学療法の導入により、展望が開けつつある。1996年の Mahoneyらによる報告では自家骨髄移植を伴う大量化学療法で、評価可能であった6例中4例で部分寛解以上が得られ、うち3例は2年生存を得た (Mahoney DH Jr, Strother D, Camitta B et al: High-dose melphalan and cyclophosphamide with autologous bone marrow rescue for recurrent/progressive malignant brain tumors in children: a pilot pediatric oncology group study. J Clin Oncol 14:382-388,1996)。
- http://jco.ascopubs.org/cgi/content/abstract/14/2/382

また、MSKCCおよびSt.Judeのグループでは、
再発髄芽腫23例中7例で観察中央値54か月の長期生存を達成（Dunkel IJ, Boyett JM, Yates A et al: High-dose carboplatin, thiotepa, and etoposide with autologous stem-cell rescue for patients with recurrent medulloblastoma. Children's Cancer Group. J Clin Oncol 16:222-228,1998）、
- http://jco.ascopubs.org/cgi/content/abstract/16/1/222

および再発時6歳未満の13例で、評価可能症例12例中6例で寛解，1例で部分寛解を得ており、7例が観察中央値38か月で生存中との報告をしている（Guruangan S, Dunkel IJ, Goldman S et al: Myeloablative chemotherapy with autologous bone marrow rescue in young children with recurrent malignant brain tumors. J Clin Oncol 16:2486-2493,1998）。
- http://jco.ascopubs.org/cgi/content/abstract/16/7/2486

フランスでは、局所再発・進行した計39名に幹細胞救援を伴うブスルファン、チオテパからなる大量化学療法およびそれに続く局所照射を加えることによって、68．8パーセントの5年全生存率が得られている（後記論文）。

## 開発が検討されている治療法
上記のように、海外では、放射線の減量ないし省略、メソトレキセート髄腔内投与、大量化学療法等の治療法の開発が臨床試験段階であるが、そのほか、難聴をもたらす恐れのあるシスプラチンに代えて同じ白金製剤のオキサリプラチン、新しいアルキル化剤のテモゾロマイド（テモダール）、水溶性アルキル化剤のマホスファミドの髄腔内投与、アポトーシスと分化を誘導できる可能性のあるレチノイド、ErbB2レセプターの抑制剤である分子標的薬エルロチニブ、Ras/MAPキナーゼ経路を通って増殖を促進するPDGF（血小板由来成長因子）レセプターの活動を抑制する分子標的薬としてグリベック、蝸牛照射による聴力損失を回避するための強度変調放射線治療(IMRT)の採用等、様々な新しい治療法の開発が熱心に続けられている。特に分子標的薬については大きな期待が寄せられている。
日本では免疫療法として期待が持たれているWT1ワクチンが髄芽腫にも試みられている。

## 必要な治療体制

### 集学的医療について
上記のように髄芽腫は手術、放射線、化学療法を用いた集学的医療）が必要とされる。また、病理検査も難しく、内分泌の後遺障害が残ることもあり、長期間にわたる経過観察も必要となる。したがって、脳外科医、放射線科医、小児科医、病理専門医、小児内分泌科医が存在していることが最低限必要であり、かつそれぞれが高度のレベルを有していることが求められる。
また、最近では、高リスク群に対して化学療法を限界まで強化するというのが世界的傾向であり、白血病の移植治療などで、十分な大量化学療法等の経験をつんだ小児血液腫瘍内科医がいない施設では、満足な治療選択を行うことができない。リハビリテーション、眼科や耳鼻科、歯科の診察が必要となることもある。
しかも、各科の医師が存在するだけでは不十分であり、各科が真に連携していることが求められる。医療の縦割りによる各科の壁があるようでは、満足な治療を受けることができない。日本では、いまだ脳外科医と放射線医が中心となって小児脳腫瘍の治療を行っており、手術と放射線に偏向した傾向があり、中には髄芽腫に対して化学療法すら行わないという悲惨な事例が散見される。このような治療では、質の高い生存は望むべくもない。
それ以外にも、長期間の入院が必要となることから、院内学級の存在、親が長期間宿泊できる施設、ボランティアスタッフなどによる援助、心理的支援など、求められる条件は限りがない。

### 臨床試験について
上記のように海外ではさらなる治療成績の改善、QOLの向上を目指して数々の臨床試験が熱心に行われている。これまで、日本では臨床試験は皆無に等しい状況だったが、今後はきちんとした体制のもとで臨床試験が行われることが求められている。 
上記のとおり、1994年にアメリカでシスプラチン、ビンクリスチン、CCNUの化学療法の成績が報告され、さらに1996年から日本でも可能なシスプラチン、ビンクリスチン、シクロフォスファミドの治療の試みが同じくアメリカで開始された。そして、2006年9月に、後者の治療でも標準リスク群で81パーセントの5年無進行生存率を達成できることが証明され、標準治療が確立した（後記論文）。
それから相当期間が経過したが、今、日本ではこの確立した標準治療はそれほど広がっていないと思われる。この10年間で、アメリカとは20パーセント以上の生存率の差が開いてしまったと言われている。早期にこの標準治療と同様な成績が上げられる治療法を患者家族が選べる環境が整備されることが求められている。標準治療が確立した場合、これ以外の治療は、実験的治療として、標準治療に対する何らかの上乗せ効果（成績をさらに改善できる、もしくは成績を落とさないで副作用を低減できる効果）が見込める治療でない限り、原則、実施されるべきではないことは言うまでもない（もちろん、標準治療が患者の個別の状態から不適と判断される場合は別である）。そしてこのような実験的治療は十分なインフォームド・コンセントのもと、臨床試験として行われるのが望ましい。
小児脳腫瘍全般にも通じることであるが、髄芽腫は希少疾患であるため、科学的エビデンス（「根拠に基づく医療」の項を参照）が最も高い第三相の臨床試験を組むことは困難である。従って、ある有効な治療が開発され、それが第三相の臨床試験を通過して確立するまで10年以上もかかることになる。長期間の晩期障害の観察まで求めるのなら、数十年かかってしまうことになる。その間、従来の治療を受ける選択肢しかなく、その結果、本来救われるべき幼い子供たちの命が失われたり、著しい晩期障害を残すことが、許されるべきではないことは当然であるが、希少疾患である髄芽腫において、いかにこの要請を満たしていくかが問題となっている。
アメリカでは現在、様々な大量化学療法等の臨床試験が非常に熱心に行われており、高リスク群はほとんどがこのような臨床試験を受けていると言われている。大量化学療法によって高リスク群で70パーセントの5年無進行生存率を達成し、かつ治療関連死がなく安全に施行でき、さらに治療期間を3分の1に短縮できたうえ、全体の投薬量を大幅に減らすことができたという信頼性の高い報告も出てきている（後記論文）。
日本では、通常の大学病院ではこの群の5年無進行生存率は30-40%以下だと推測される。
日本では、大量化学療法は未だ実験的な治療法であるとして、消極的な意見もあるが、その立場に立つのであれば、難治例をどのように治していくのか、アメリカから大幅に遅れた成績をどう挽回し、さらにそれを越える成績をどう達成するのか、大量化学療法以上の効果が望める何らかの新しい治療法を提案し、そしてその臨床試験を行っていく必要があろう。

## 最近の臨床試験結果

### メソトレキセート脳室内投与によって放射線なしの治療可能性
ニューイングランド・ジャーナル・オブ・メディシンという権威の高い医学雑誌に2005年3月に発表された論文である。ドイツのヴュルツブルク大学からの報告。放射線を照射すると晩期障害が著しい乳幼児の髄芽腫患児に、メソトレキセートの脳室内投与を用いることにより、原則、放射線を用いないで治療した報告で、大変優秀な成績となっている。また、知能は、放射線療法を受けた他の治療の子供たちよりも高く保たれたと報告されている。
用いられた薬剤は、メソトレキセートのほか、カルボプラチン、エトポシド、シクロフォスファミド、ビンクリスチンの4剤併用である。カルボプラチンはシスプラチンと同様の白金製剤である。
Treatment of Early Childhood Medulloblastoma by Postoperative Chemotherapy AloneS. Rutkowski and others
- http://content.nejm.org/cgi/content/short/352/10/978

日本では3歳未満の髄芽腫の5年無進行生存率は通常の大学病院でもおそらく20%以下ではないかと思われる。上記治療では58%となっており、しかも放射線を使用しない治療法であることから、知能が比較的高く保たれており、大変に期待できるものとして注目されている。
日本では、放射線なしで化学療法単独で治る悪性脳腫瘍はないという意見も脳外科医の中にはあるが、髄芽腫については、コリン法（Collin law)というルールの適用があり、診断時年齢 +9か月の間、再発しなければ、治癒したものとみなしてもよいことになっている。本報告では、診断時3歳未満の症例ばかりなので、この考えでいくと5年無進行で生存した者は一応治癒したものとみなしてよいことになる。別で紹介している臨床試験でも原則放射線なしで播種がある幼児を治療して優秀な成績を収めていることもあり、放射線治療なしでもコリン法の期間を超えて長期無病生存している子供たちが多数いることは事実である。
また、髄芽腫の高リスク群では、化学療法を併用しない放射線単独治療では、全員死亡したところ、併用した場合には48%の5年無進行生存率が得られたというアメリカの第三相のランダム化比較試験のデータもあり、これを見る限り、高リスク群では、どこまで放射線の効果があるのか不明であり、化学療法を強化することが第一選択となるとも言えてしまうことが留意されるべきである。
- http://www.ncbi.nlm.nih.gov/entrez/query.fcgi?cmd=Retrieve&db=PubMed&list_uids=2319316&dopt=Abstract

日本の従来の治療では、3歳になってから放射線を当てる方法が多いが、その方法でも、本報告の生存率には遠く及ばず、しかも知能その他について本報告よりも多大な晩期障害をもたらすことになる。
なお、上記報告では、23 例中 19 例で、MRI上、無症候性白質脳症が検出されたとされており、予想以上に高頻度であったとされている。白質脳症は無症候性である限り、特に問題はないとされている。本報告でも、放射線療法を受けた他の治療の子供たちよりも知能が高く保たれた点は積極的に評価されるべきものである。しかし懸念は残る。白質脳症のリスクが最も高いのは大量メソトレキセート療法と放射線照射との組み合わせであると言われている。この治療では、メソトレキセートの脳室リザーバによる脳室内投与を全コースで72mg、静注（全身療法）で30g/m2という大変な量を投与している。したがって、メソトレキセートの投与量を減らし、その代わりにアルキル化剤等その他の薬剤による大量化学療法を併用するなりの工夫によって、さらに晩期障害が少なく、かつよりよい成績を達成することが期待される。
放射線の代替手段としてのメソトレキセートの投与は、小児白血病の治療において開発されてきたものである。小児白血病では、中枢神経への予防照射による晩期障害が看過できなかったことから、照射に代わるものとして髄注が試みられ、その結果、現在では予防照射は原則しなくてよく、する場合でも12Gyでよいこととなっている。従って、このようなメソトレキセートの投与については、小児白血病の治療経験が豊富な小児血液腫瘍内科医が担当することが望ましい。

### 高リスク播種幼児に対する高用量メソトレキセート
アメリカのニューヨーク大学からの2004年の報告である。
Chi SN, Gardner SL, Levy AS, et al: Feasibility and response to induction chemotherapy intensified with high-dose methotrexate for young children with newly diagnosed high-risk disseminated medulloblastoma. J Clin Oncol 22:4881-4887, 2004
原文（全文を無料で入手できる）
- http://www.jco.org/cgi/content/abstract/22/24/4881

1997年1月から2003年5月までに、21人の高リスク播種髄芽腫患者が登録された。できる限り摘出した後、患者は5サイクルのビンクリスチン（3サイクル。1サイクルあたり0.05mg/kg/wkx3）、シスプラチン（1サイクルあたり3.5mg/kg）、エトポシド（1サイクルあたり4mg/kg/d x2）、メスナ併用のシクロホスファミド（1サイクルあたり65mg/kg/d x2）、およびロイコボリン救援があるメソトレキセート（1サイクルあたり400mg/kg）で治療された。導入化学療法に続いて、適格性のある患者は自家幹細胞救援のある骨髄破壊的な1サイクルの大量化学療法を受けた。
この強化レジメンの重要な毒性は、腸炎および感染症であった。登録された21人の患者の中で、17人が寛解(81%)、2人が部分寛解、1人が変化なし、および1人が進行した。3年の無イベントの生存率は、49%（95%の信頼区間、27%から72%）、全生存率は60%（95%の信頼区間、 36%から84%）だった。
髄芽腫患者21名の内訳は、M1（髄液播種）4名、M2（脳室内播種）およびM3（脊髄播種）17名である。また、3歳未満9名、3歳以上6歳未満7名、6歳以上5名である。
導入化学療法の後に、自家幹細胞救援を伴う骨髄破壊的な地固め化学療法（寛解に到達したのち最初に行われる療法で、わずかに残存する腫瘍細胞をさらに減少させて寛解状態をいっそう安定化させる治療法）が行われているが、カルボプラチン、チオテパ、エトポシドの薬剤となっている。
導入化学療法終了時に残存腫瘍がない場合はそのまま地固め化学療法に進み、導入化学療法終了時に残存腫瘍がある場合は、セカンドルックオペで摘出後、地固め化学療法に進んでいる。
地固め療法後、6歳以上、および導入化学療法終了時において残存腫瘍がある患者は局所ブーストのある23.4Gyの全脳全脊髄照射を行い、それ以外は原則照射はしていない。
この報告は、M2およびM3という転移の存在、そして3歳未満というとても治しにくい患者が大半を占めているにもかかわらず、原則放射線を使わないで、3年無イベント生存率49%という非常に優秀な成績を収めていることが注目される。また、導入レジメンで81%の寛解を導くことが可能になっている。日本では、3歳未満で播種がある場合には、生存率は10%台と思われる。
なお、観察期間が3年と短いが、髄芽腫は一般にコリン法というルールの適用があり、診断時年齢＋9か月の間再発しなければ治癒したものとみなされるので、本報告でその期間無進行の患児は治癒したものと一応考えてよいことになる。
問題点としては、6歳以上では照射をするが、全化学療法終了後に照射するため、照射時期が遅れることで、そのため、照射の効果が薄れるのではないかということ、そして他方で照射線量は23.4Gyと比較的高めになっていることである。照射対象年齢、照射線量と照射時期については、晩期障害と治療効果のバランスから検証の余地がある。

### 5歳未満の18Gy照射による知能低下についての調査
1996年のアメリカの報告。有名なロジャー・パッカーらによる論文。
Updated results of a pilot study of low dose craniospinal irradiation plus chemotherapy for children under five with cerebellar primitive neuroectodermal tumors (medulloblastoma)
- http://www.ncbi.nlm.nih.gov/entrez/query.fcgi?cmd=Retrieve&db=PubMed&list_uids=8598368&dopt=Abstract

5歳未満の髄芽腫児童の予後は芳しくない。彼らは、全脳全脊髄照射の有害な副作用により影響されやすく、全脳全脊髄照射を単独で減量すると、より高い再発率となる。そこで、大幅に減量された全脳全脊髄照射と補助化学療法の有用性をテストするプロスペクティブなトライアルを始めた。
1988年1月から1990年3月の間、10人の髄芽細胞腫患者が、全脳全脊髄軸への18Gy放射線治療、50.4-55.8 Gyへの後頭蓋窩のブースト、および放射線治療の間にビンクリスチンを含む化学療法を毎週使用することで治療された。その後、ビンクリスチン、シスプラチン、およびロムニスチン(CCNU)、の6週間サイクルの8回の治療を受けた。播種していない18-60カ月の年齢の患者が研究に適格とされた。フォローアップは1994年9月まで行われ、生存患者のフォローアップ期間の中央値は診断から6.3年であった。
6年の全生存率は70%+/- 20%だった。10人の患者のうちの3人は、再発して、死亡した。 1人の患者では、脊髄、後頭蓋窩外の脳に再発が広がり、2人目の患者は、後頭蓋窩、脳、脊髄に同時に再発し、3人目は、脊髄のみに再発した。 1人の生き残っている子供が、診断の4.8年後に脳幹梗塞になり、その後、ほぼ完全に回復している。
少なくとも1年間生き残っている6人の患者の知能指数(IQ)スコアの中央値は103であり、107のベースライングループスコアから変わりがなかった。ベースラインと、治療後2年にテストされた5人の子供のIQスコアは、それぞれ101と102だった。ベースライン時点と、3年後にテストされた6人の子供のIQスコアは、それぞれ106と96だった。脳幹梗塞になった子どもを除く子どもの、ベースライン時点および3年のIQスコアはそれぞれ103と 97だった。
7人の長期生存者のうちの5人は追跡している期間、予想された速度より成長レートは有意に低かった。他の者は通常の成長をしたが。3人の患者が成長ホルモン治療を受けた、そして、なにも甲状腺ホルモンの補充療法を必要としなかった。
これらのデータは、髄芽腫患者が化学療法と減量照射で治癒できることを示している。シスプラチンベースの化学療法と減量全脳全脊髄照射の組み合わせは神経認知障害を最低限にすることができる。しかしながら、そのように治療された非常に幼い子供の成長速度は劇的に落ちるので、治療法の比率を改良するより良い手段がまだ必要である。
1.5歳-5歳という低年齢児でも、18Gyという低線量であれば、全脳照射しても知能低下はほとんど見られないということ、および化学療法と組み合わせることにより、この線量でも70パーセントの生存が可能であるという報告である。ただし、身長の低下は避けがたいということである。10人という小規模なパイロット試験であるので、これで結論を出すのは早いが、アメリカでは、この報告を受けて、現在、18Gyの臨床試験が進行中である。

### 4サイクルの大量化学療法で成績改善 LANCETの論文
世界で最も権威が高いといわれる医学雑誌のThe LANCETに2006年9月に掲載されたアメリカからの報告。小児がんの集学的治療で有名なSt. Jude小児病院からの報告である。
Gajjar A , et al: Risk-adapted craniospinal radiotherapy followed by high-dose chemotherapy and stem-cell rescue in children with newly diagnosed medulloblastoma (St Jude Medulloblastoma-96): long-term results from a prospective, multicentre trial. Lancet Oncol 2006 Oct;7(10):813-20
日本での紹介記事
- http://cancernavi.nikkeibp.co.jp/news/post_100.html
- http://health.yahoo.co.jp/news/detail?idx0=w16060906

手術の後に、患者は平均リスク髄芽腫（残存腫瘍が1.5cm2以下でかつ転移がない）、または高リスクの髄芽腫（残存腫瘍が1.5cm2より大きいか、脳脊髄幹に転移がある）に分類された。
すべての患者はリスクに応じて調整された全脳全脊髄放射線療法を受けた（標準リスク病に対しては23.4Gy、そして高リスク病に対しては36.0 - 39.6Gy）。それに続いて4回のサイクルの、シクロホスファミドベースの、高用量の化学療法を行った。
134人の髄芽腫の子供たちが治療を受け（86人が標準リスク、48人が高リスク）、119人（89%）が計画されたプロトコルを完了した。
治療関連死はなかった。 5年全生存は、標準リスクのグループの患者で85%（95%の信頼区間75 - 94）、高リスクのグループで70%（54 - 84）であった（P=0.04）；
5年の無イベント生存は、それぞれ83%（73 - 93）と70%（55 - 85）であった（P= 0.046）。
116人の患者の病理組織が中央の検査を受けたが、組織学的サブタイプは5年無イベント生存と関連があった（P=0.04）：クラシックな組織のものは84%（74 - 95)、繊維形成性腫瘍は77%（49 -100）、そして大細胞の退形成性の腫瘍は57%（33 - 80）であった。
通常、髄芽腫の化学療法は1年間ほど継続されるが、この報告では幹細胞救援を併用することにより、治療強度を高めるとともに、治療期間を短縮して、約4か月という短期間での化学療法に成功している。なお、用いられた薬剤は、シスプラチン、ビンクリスチンと大量シクロフォスファミドである。
この報告では、4サイクルの化学療法の1クール分の抗がん剤の量は、直ちに骨髄を破壊するような量ではなく、幹細胞救援なしでも実行不可能な量ではない。しかし、幹細胞救援を伴うことにより、骨髄の回復を早めることにより、各クールの間隔を短縮し、結果として短期間の治療を可能にしたものである。抗がん剤は短期間に多くの量を使用した方が耐性が生じる前に決着をつけることができるという小児科の医師にとってはよく知られた知見があるが、これを地で行ったような報告と評することが可能ではないかと思われる。
そして、特に着目すべきは、高リスク群では70%もの5年無イベント生存率を達成していることである。
標準リスク群も、83%の5年無イベント生存率であり、優秀な成績であるが、別に報告しているとおり、アメリカでは標準リスク群で大量化学療法を用いずとも、80%を超える成績を達成しており、かつこの治療は日本でも可能であるので、副作用が厳しい大量化学療法を標準リスク群に使うことについては異論もあるものと思われる。短期間で患者の拘束期間少なく治療を終えることができるというメリットをどう評価するかであろう。
また、実際には、本プロトコールでは、以下の通り、標準治療よりもトータルの抗がん剤の量は少なくなっている。したがって、標準治療よりも抗がん剤による晩期障害の恐れは少なくなる可能性もあるかもしれない。その点が今後の評価に委ねられることになる。
- （標準治療  全8クール）

シスプラチン75mg/m2 day0 総量600mg/m2
ビンクリスチン 1.5mg/m2 day1,7,14 総量36mg/m2
シクロフォスファミド 1g/m2 day21,22 総量16g/m2
- （本プロトコール 全4クール）

シスプラチン75mg/m2 day-4 総量300mg/m2
ビンクリスチン 1.5mg/m2 day-4,6 総量12mg/m2
シクロフォスファミド 2g/m2 day-3,-2 総量16g/m2
高リスク群については、全脳全脊髄照射が36.0 - 39.6Gyと高いことから、晩期障害が懸念され、さらなる減量照射による治療法の開拓が望まれる。
しかし、いずれにせよ、大量化学療法で優秀な成績を達成し、かつ治療による副作用死はなかったと報告されており、安全に施行できる治療法であることから、大変に参考になる報告と思われる。
日本では、通常の大学病院での高リスク髄芽腫の5年無進行生存率は30-40%程度と思われる。

### 再発・進行髄芽腫に対する大量化学療法と局所照射で成績改善
2007年5月31日に出版された有名な医学雑誌「Cancer」に掲載されたフランスのJacques Grillらによる報告。

「通常の化学療法の後に局所再発もしくは進行した髄芽腫に対する自家幹細胞救援を伴う大量化学療法とそれに続く後頭蓋窩への照射」
High-dose chemotherapy with autologous stem cell rescue followed by posterior fossa irradiation for local medulloblastoma recurrence or progression after conventional chemotherapy
Cancer Volume 110, Issue 1 , Pages 156 - 163
Published Online: 31 May 2007
- http://www3.interscience.wiley.com/cgi-bin/abstract/114275153/ABSTRACT

全摘出後、局所再発をした27名、および全摘出できず局所残存腫瘍が進行した12名の計39名に、600mg/m2のブスルファンと、900mg/m2のチオテパが投与され、引き続いて自家幹細胞移植(ASCT)が行われた。
ASCTの70日後に後頭蓋窩に50Gyから55Gyの照射が行われた。
急性の副作用は、患者の33%に生じた肝臓の静脈閉塞症？（hepatic veno-occlusive disease）と、骨髄無形成症？（bone marrow aplasia）であった。
感染症によって2人（5%）が死亡した。
この救済療法を受けた39人の子供たちの5年全生存率は、68．8%（95%の信頼区間［95%CI］、53-81.2%）であった。局所的な再発のために治療された患者のグループでは、5年全生存率は77．2%（95%CI、58.3-89.1%）だった。 病巣進行の時点で治療された局所残存病巣のある患者では、50%（95%のCI、25．4－74．6%；P＝.09）だった。
結論として、この治療戦略は、局所的な再発ないし進行のある髄芽腫において、高い全生存率をもたらし、かつその治療毒性は対処しやすいものであるとされている。
これまで、再発髄芽腫を治癒することは追加照射などを加えてもほぼ不可能であるとされていたが、最近、大量化学療法によって、有望な結果がいくつか報告されてきた。しかし、そのいずれも経過観察期間が2年や3年という短いもので、しかも、それほど高い成績ではなかった。本件では、68．8%、全摘後の局所再発例については77．2%という高い5年全生存率が得られている点が注目される。ただし、局所に放射線照射を併用している点が留意されなければならない。要旨からだけでは、この救済療法の前にどのような治療を受けてきたのかが不明であるが、局所照射が可能であることが前提となる。仮に以前の治療で局所照射がなされている場合には、追加照射が可能であるとしても、IMRTのような精度の高い照射を考えないといけないかもしれない。
なお、上記報告では33%のhepatic veno-occlusive diseaseが発生しているが、これはブスルファンによる副作用である。日本小児脳腫瘍コンソーシアムでは、ブスルファンではveno-occlusive diseaseの頻度が高くなることと、経口剤であるがゆえ、血中濃度に個体差が出るために、同様のアルキル化剤であるメルファランを使用している（原純一「大量化学療法」脳腫瘍の最新医療 先端医療技術研究所）。

## 診療科
脳神経外科、小児科